# Toponymie limousine
La toponymie limousine se réfère aux noms de lieux du Limousin, à la fois ancienne région administrative française et territoire marqué par une certaine unité linguistique et historique. La toponymie limousine relève pour une grand part d'une toponymie occitane, bien que d'autres influences, antérieures, parallèles et postérieures, soient aussi à l'œuvre dans la constitution de ce paysage.
Plusieurs éléments communs caractérisent la toponymie limousine :
- la récurrence de deux variantes du suffixe latin -acum, en ac (ouest et sud de la région, conforme à la tradition aquitaine) et en at (est de la région, conforme au type auvergnat).
- la présence d'un vocabulaire agraire et rural, récurrent dans la microtoponymie (comme les couderts[1] et les pouges)[2].
- la domination de toponymes peu répandus, liés à la végétation notamment (Vergne, Besse, Breuil, Chassagne, Faye, dont le stock régional représente jusqu'à 30 % du stock national)[3].

La toponymie du Limousin est également marquée par un important substrat antique pré-romain (langue gauloise).
Le paysage toponymique du Limousin est parsemé de toponymes qui souvent résultent d'une francisation maladroite, pouvant donner lieu à de mauvaises interprétations : le Rat est un « roc », le Chat est « l'orée ».